# Битка код Мојковца
Мојковачка битка је вођена од 6. јануарa до 7. јануара 1916. године у околини Мојковца и у њој је Санџачка војска Краљевине Црне Горе успешно зауставила аустроугарску офанзиву, чиме је омогућено повлачење Војске Краљевине Србије преко делова краљевине Црне Горе ка Јадранском мору. Војском Краљевине Црне Горе је командовао сердар Јанко Вукотић. То је уједно била и последња војна операција војске Краљевине Црне Горе, која 1918. године улази у састав Краљевства Срба, Хрвата и Словенаца.

## Увод
Мојковачка битка је заправо само завршна фаза једне веће војне операције познате под називом „Мојковачка операција“, а односи се на дејство црногорске санџачке војске јачине од око 30.000 војника, која је бранила фронт од бококоторског залива па све до Златибора и Ужица од октобра 1915. до јануара 1916. године. У почетку није било већих окршаја, али када је аустроугарска војска примијетила да српска војска има намјеру да се повлачи преко територије краљевине Црне Горе, схватила је да би пресјецањем тог повлачења у потпуности разорила српску војску и истовремено заузела Црну Гору. Тада аустроугарска војска сва расположива средства баца у том правцу. Главни дио аустроугарске војске (20.000 војника са око 70 топова) налазио се на линији Рожаје, Сјеница, Бијело Поље. Други дио нападао је из правца Пљеваља према Прибоју и даље према Мојковцу и Бијелом Пољу. У Боки су биле сконцентрисане јаке трупе са преко 200 топова усмјерених ка Ловћену.

### Црногорска војска
Стање у црногорској војсци било је јако тешко. Војници су били слабо обучени, посебно за зимске услове. Носили су оно што су од куће понели. На неколико дана су добијали по пола килограма хлеба. Црногорски војници су носили пушке калибра 7,62 милиметара, тзв. „Московке“ од којих већина није имала бајонете. Сваки од осам батаљона имао један митраљез типа „Максим“, а иначе их је цијела Санџачка дивизија имала 39 укупно. Муниције је такође било недовољно, од око 200 до 400 метака на једну пушку. Војска је имала и известан број топова, 80 граната мањег калибра и 35 већег. Укупан број војника је био око 6.500. Главнокомандујући црногорске војске био је сердар Јанко Вукотић.

### Аустроугарска војска
Аустроугарска војска ангажовала је двије дивизије: 53. генерала Понграца и 62. генерала Калзера. Укупно је било 14.000 добро наоружаних и обучених бораца, уз резерву и логистичку подршку. Снаге које су обезбеђивале крила овим двема дивизијама су биле 20.000 војника под командом генерала Рајнера, уперених ка Мојковцу и Тари. Војска је била опремљена са: пушкама „Маузер“, 45 топова, десетинама митраљеза и великом количином муниције.

## Битка
До главног окршаја дошло је у околини Мојковца. На Бадњи дан 6. јануара генерал Рајнер издаје наредбу за напад, мислећи да ће наићи на неспремну црногорску војску, међутим испоставило се да је сердар Јанко Вукотић био добро припремљен. На удару 6. аустроугарског краљевског пука, на Развршју и Бојној Њиви нашао се Доњоморачки батаљон Колашинске бригаде. Уз јурише и противјурише положаји су наизменично прелазили из једне на другу страну, али је Доњоморачки батаљон успио да задржи положај до 2 сата у подне. Након тога, под снажним ударом топова и јуришима, аустроугарска војска успијева да придобије Бојну Њиву, али остали делови Колашинске бригаде, посебно они са Развршја које је било стратегијска тачка за продор ка Мојковцу, су чврсто задржали непријатеља. Напад на развршје директно је водио генерал Рајнер. Борбе су биле са пуно губитака на обје стране, а поред Бојне Њиве Аустроугари успијевају да заузми још један положај - Урошевину.
Освајањем Бојне Њиве и Улошевине Аустроугари су угрозили кључну одбрану „Мојковачких врата“. По процени сердара Вукотића, сљедећи дан био је кључан, зато он напушта штаб у Колашину и одлази директно на положаје код Мојковца, гдје се сусреће са бригадиром Петром Мартиновићем и члановима дивизијског штаба. Ту је донета одлука да се изврши контранапад на предане положаје. Према плану, у зору, на Божић 7. јануара, Ускочки батаљон, под окриљем ноћи и јутарње магле, премешта се из села Раките у Гилоноге, западне положаје одакле полази у густу шуму где се среће са Аустроугарима који су такође кренули у напад. У снегом завејаним горама почиње борба, уз грмљавину топова и звукове бајонета. Са њихове десне стране налази се Колашински батаљон, и кад се борба распламсала, нашли су се једни поред других. Ускочки батаљон је храбро издржао нападе, омогућавајући Колашинској бригади напад на Бојну Њиву. Пет батаљона и две чете извиђача Колашинске бригаде и Први и Трећи регрутски батаљон из Дробњачко-ускочке бригаде крећу у силовити напад. У борбу се касније укључује и главнина Дробњачког батаљона. Јуриш и противјуриш се ређају скоро без престанка.
Главни напад према Бојној Њиви изводи Ровачки батаљон (командант Милинко Влаховић), који успијева послије толико јуриша и напада, да у снажном противјуришу заузме косину која се са Развршја спушта ка Бојној њиви. Међутим, око 3 сата послије подне, Аустроугари уводе своје последње резерве и тако пред надмоћнијим непријатељем, Ровчани су били приморани да се повуку мало уназад. Остали положаји Колашинске бригаде су задржани. Десно од Ровачког батаљона борили су се Први и Трећи регрутски батаљони, састављени од младића од 18-21 године. Како су сви били млади, јаки и поприлично увежбани од обучених официра, њима су давани специјални задаци, па им је и поверено да поврате Бојну Њиву која је била добро брањена са 3 реда бодљикаве жице и митраљезима у рововима.
Први јуриш није успео. Они се враћају да предахну, али не задуго. Почињу и други силовити јуриш, овог пута не марећи за кишу метака које су Аустроугари слали на њих. Не бринући за жице и гранате које су бесомучно падале. И тај други јуриш није донео резултата, тако да је Бојна Њива остала у рукама Аустроугара.
Сердар Јанко Вукотић, кад је увидео да Први и Трећи регрутски батаљони не могу освојити Бојну Њиву, наређује да се једина резерва, Дробњачки батаљон, уведе у борбу и по „сваку цијену“ заузме Бојна Њива. Батаљон је у 11:30 отпочео напад и успео да заузме први ред ровова, али не и други, па су се вратили на полазне положаје. После кратког предаха и припреме, све три чете поравнавају се у једну линију, и после кратке паљбе сви заједно крећу у силовити јуриш. Непријатељ, изненађен, није се могао одупрети брзом продору Дробњака који су улетали у ровове и борбом изблиза, на нож и бајонет, заузимали један по један. Командант Дробњачког батаљона, Никола Ружић, који је био са резервом, чим је видио да се његови Дробњаци боре прса у прса, оставља команду првом официру и хита у прве борбене редове, где је и рањен. Под силином јуриша, непријатељ напушта Бојну Њиву у паници, чиме је операција успешно била завршена, освојена је Бојна Њива. Након освајања Бојне Њиве и Голе косе која се од Развршја спушта ка Бојној Њиви, коју су заузели Ровчани, наступило је затишје које је потрајало све до 3 сата послије подне.
Након затишја, генерал Рајнер који се не мири са губитком Бојне Њиве, уводи своје последње снаге из резерве, 205. бригаду, и после снажне топовске паљбе креће у напад на положаје Дробњака и Ровчана, али је први напад био жестоко одбијен, што је умало поколебало аустроугарске војнике. Видевши да би можда то довело и до слома његових снага, генерал Рајнер са исуканим мачем, стаје на чело своје последње резерве и лично предводи напад. Али није успео да заузме Бојну Њиву. Борбе су трајале све до мрака, али су сви остали на својим положајима. Борбе око Мојковца су вођене још неколико дана, али не оном јачином као што су биле 6. и 7. јануара.

## Последице битке
Највећи значај ове битке огледа се у томе што је аустроугарска војска спријечена да пресјече повлачење српске војске преко албанских планина, и даље ка Крфу. Нажалост, у складу са одлуком црногорске владе убрзо је дошло да разоружавања црногорске војске. Због одсуства краља, влада је наредила Јанку Вукотићу да се војска разоружа, напусти бојне положаје и врати кућама, а муниција и оружје да се оставе у касарнама и магацинима.